# Fantasticar
La Fantasticar (talvolta stilizzata come Fantasti-Car) è una vettura volante immaginaria che appare nei fumetti statunitensi pubblicati dalla Marvel Comics, descritta come il principale mezzo di trasporto dei Fantastici Quattro, squadra immaginaria di supereroi dei fumetti Marvel. Creata da Stan Lee e Jack Kirby, la Fantasticar è apparsa per la prima volta in Fantastic Four (vol. 1) n. 3 (marzo 1962).

## Storia
Diverse versioni della Fantasticar sono state create da Reed Richards, il capo dei Fantastici Quattro.
La prima Fantasticar, che ha debuttato in Fantastic Four (vol. 1) n. 3 (marzo 1962), era un'auto volante di forma ovale che poteva essere divisa in più sezioni pilotate da singoli membri dei Fantastici Quattro, un modello che verrà mantenuto in tutte le versioni successive. Questo primo modello, come tutti gli altri utilizzati quando i Fantastici Quattro vivevano nel Baxter Building, era conservato negli hangar all'ultimo piano. Successivamente è stato sostituito.
La seconda Fantasticar ha debuttato in Fantastic Four (vol. 1) n. 12 (marzo 1963), costruita sia da Reed Richards che da Johnny Storm. Poteva separarsi in quattro segmenti volanti individuali, ed era alimentata da ventilatori elettrici e turbine a reazione. Questo secondo modello presentava alcuni miglioramenti, tra cui un parabrezza antiproiettile che poteva coprire l'intero pod di ogni capsula, consentendo di viaggiare in circostanze pericolose. Notevolmente potenziata, aveva un'autonomia di oltre 3.000 miglia e una velocità massima di 550 miglia orarie, poiché era in grado di attraversare quasi tutti gli Stati Uniti continentali in un breve periodo di tempo.

## Altre versioni

### Vecchio Logan
Una versione simile della Fantasticar appare nella storia Vecchio Logan (2008-2009). Dopo la morte di molti supereroi Marvel, i discendenti di Bruce Banner/Hulk sono in possesso del velivolo per dirigersi al ranch di Logan.

### Ultimate Marvel
Una versione alternativa della Fantasticar appare anche nell'universo di Ultimate Marvel. Ancora inventata da Reed Richards e somigliante a un ibrido dell'originale di Terra-616 e una vettura sportiva, è stata introdotta nel decimo numero di Ultimate Fantastic Four.

## Altri media

### Film
La Fantasticar è stata introdotta al cinema nel film I Fantastici 4 e Silver Surfer (2007). In un elemento di posizionamento del prodotto, la Fantasticar ha il marchio Dodge (presumibilmente ispirato al meme del personaggio Marvel Fenomeno) sulla parte anteriore, portando Johnny a chiedere se è alimentata da un motore Hemi.